# Nicole Gerhards

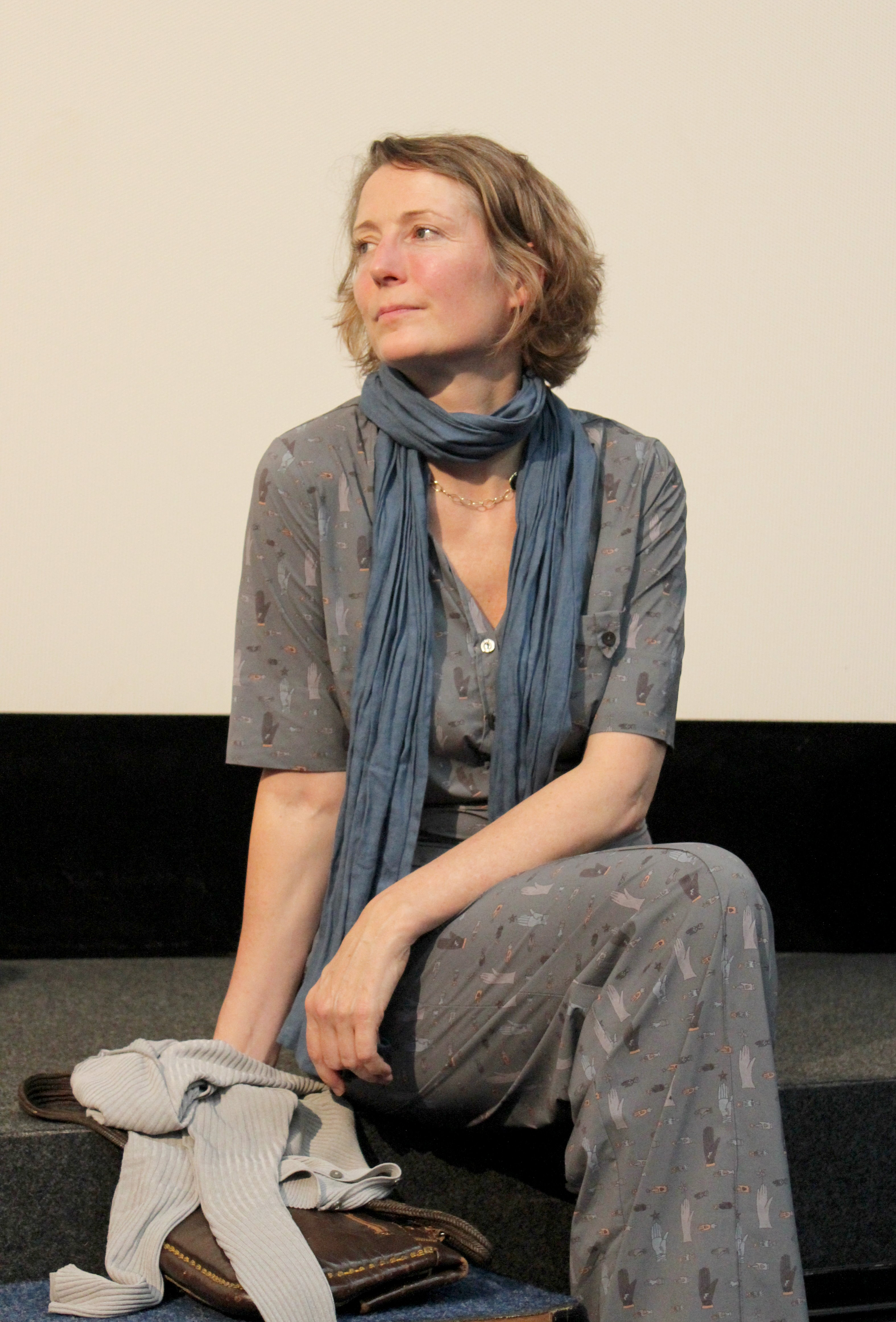
Nicole Gerhards (2019)

Nicole Gerhards (* 1969) ist eine deutsche Filmproduzentin.

## Leben
Nicole Gerhards studierte Theaterwissenschaft in Paris und danach Filmproduktion an der Deutschen Film- und Fernsehakademie Berlin. 2005 gründete sie in Berlin die Produktionsfirma NiKo Film, welche auf internationale Produktionen spezialisiert ist.

## Filmografie (Auswahl)
- 2006: Die Könige der Nutzholzgewinnung
- 2008: Das Fremde in mir
- 2011: Der Preis – El Premio
- 2012: Töte mich (Tue-moi)
- 2014: Three Windows and a Hanging
- 2015: Babai
- 2015: Dora oder die sexuellen Neurosen unserer Eltern
- 2016: Clash
- 2019: Electric Girl
- 2019: Sunburned
- 2021: Vuta N’Kuvute
- 2023: Déserts – Für eine Handvoll Dirham (Déserts)